# St. Cosmas und Damian (Exten)

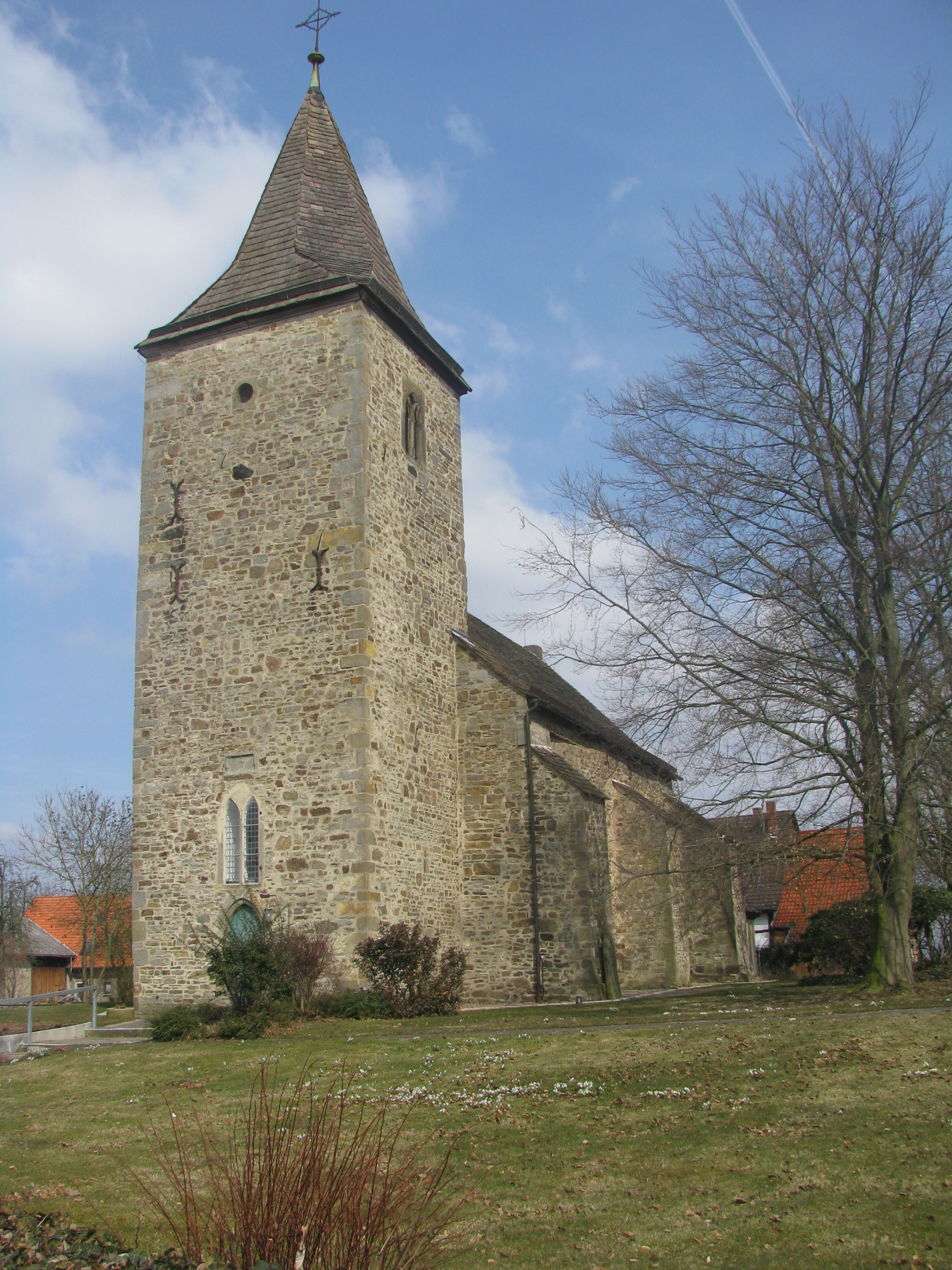
St. Cosmas und Damian

Die evangelisch-lutherische Kirche St. Cosmas und Damian steht in Exten, einem Ortsteil der Stadt Rinteln im Landkreis Schaumburg in Niedersachsen. Die Kirche gehört zur Kirchengemeinde Exten-Hohenrode im Kirchenkreis Grafschaft Schaumburg im Sprengel Hannover der Evangelisch-lutherischen Landeskirche Hannovers.

## Beschreibung
Eine erste, noch dem heiligen Kilian geweihte Holzkirche wurde zwischen 770 und 790 errichtet. Ihre Gründung wurde bei Renovierungsarbeiten 1964/65 unter dem Fußboden der jetzigen romanischen, aus Bruchsteinen gebauten Kirche gefunden. Die Saalkirche aus dem ausgehenden 12. Jahrhundert besteht aus dem quadratischen Kirchturm im Westen, einem Langhaus mit zwei Jochen, einem eingezogenen Chor mit einem Joch und einer niedrigen halbrunden Apsis. Die Strebepfeiler am Langhaus wurden nachträglich angebaut. Der romanische Turm wurde nach einem teilweisen Einsturz 1548 wieder aufgebaut, wie in einer Inschrift angegeben. Die dem Langhaus zugewandte Seite zeigt noch die Biforien des ursprünglichen Baus, die als Klangarkaden dienten. Später erhielt er einen schiefergedeckten, ins Achteck überführten Helm. Im Glockenstuhl des Turms befinden sich vier Kirchenglocken, die 1968 gegossen wurden und folgende Parameter aufweisen:
| Name              | Schlagton | Gewicht (kg) | Inschrift                                  |
| ----------------- | --------- | ------------ | ------------------------------------------ |
| Gott-Vater-Glocke | e′        | 1.131        | EHRE SEI GOTT IN DER HÖHE                  |
| Weltenglocke      | g′        | 0802         | O LAND, LAND, LAND, HÖRE DES HERRNEN WORT  |
| Missionsglocke    | c″        | 0430         | DANKET DEM HERREN UND PREDIGT SRINEN NAMEN |
| Friedensglocke    | d″        | 0349         | FRIEDE SEI MIT EUCH                        |

In der Apsis hinter dem Altar befinden sich drei Glasbilder, die Werner Brenneisen 1965 gestaltet hat. Sie zeigen die Geburt Christi, die Auferstehung und Pfingsten. Auf der Empore im Westen mit den Wappen der vier ehemaligen Gutsbesitzer auf der Brüstung steht die Orgel. 1733 wurde eine Orgel mit 13 Registern, einem Manual und einem Pedal von Christian Klausing gebaut. Sie wurde 1936 durch ein Werk mit 22 Registern, zwei Manualen und einem Pedal von Friedrich Klassmeier ersetzt. 1967/68 erfolgte ein Neubau mit zwölf Registern, einem Manual und einem Pedal von der Emil Hammer Orgelbau.
Der Innenraum ist mit einem Kreuzgratgewölbe mit rundbogigen Schild- und Gurtbögen überspannt. Auf der Nordseite des Chors befindet sich ein gotisches Sakramentshaus, dargestellt ist das Schweißtuch der Veronika. Die Kanzel  stammt aus dem 18. Jahrhundert. An ihrer Brüstung sind Jesus Christus und die vier Evangelisten dargestellt.